# Ридлеи
Ридлеи, или оливковые черепахи (лат. Lepidochelys) — род морских черепах. Ископаемые остатки представителей рода известны с позднего миоцена (11,63 миллионов лет назад).

## Описание
Общая длина карапакса представителей этого рода колеблется от 58 до 72 см, масса от 35 до 50 кг. Голова среднего размера, треугольной формы. Карапакс округлый или напоминающий по форме сердце. Карапакс кистяной, нет гребня. Конечности большие, очень развиты для плавания.
Окраска карапакса зеленоватого или оливкового цвета. Пластрон желтоватый. Молодые черепахи значительно темнее, почти чёрные.

## Распространение
Обитают в Атлантическом, Индийском и Тихом океанах.

## Образ жизни
Всё время проводят в море, встречаются на мелководье у побережья. Выходят на сушу лишь для откладывания яиц. Питается рыбой, медузами, моллюсками, креветками, крабами, иногда водорослями.
Самки откладывают до 100—110 яиц. Инкубационный период длится 45—70 суток. За сезон бывает несколько кладок.

## Виды
Включает 2 вида:
- Lepidochelys kempii — атлантическая ридлея
- Lepidochelys olivacea — оливковая черепаха